# Krzyweńkie
Krzyweńkie (ukr. Кривеньке) – wieś na Ukrainie, w rejonie czortkowskim obwodu tarnopolskiego, w hromadzie Husiatyn.
Północną część wsi stanowi dawniej odrębna wieś Oparszczyzna.
Przynależność administracyjna przed 1939 r.: gmina Sidorów, powiat kopyczyniecki (do 1925 powiat husiatyński), województwo tarnopolskie.
W latach 1943–1945 nacjonaliści ukraińscy z OUN-UPA zamordowali tutaj 12 Polaków.
W Krzyweńkim urodził się Bohdan Łepki (1872-1941) – ukraiński prozaik, poeta i literaturoznawca, senator RP V kadencji.